# Czytnik Google
Czytnik Google (ang. Google Reader) – internetowy czytnik kanałów Atom i RSS (program niesamodzielny – dostępny tylko przez przeglądarkę). Był najpopularniejszym czytnikiem RSS online, jeśli chodzi o liczbę wyświetlanych wiadomości.
Serwis został uruchomiony 7 października 2005 r. przez należący do firmy Google oddział Google Labs. Od 14 lutego 2008 do czasu zamknięcia był dostępny w języku polskim.
Usługa ta pozwalała m.in. grupować kanały oraz udostępniać listy subskrybowanych przez siebie kanałów RSS.
Pod adresem google.com/reader/m dostępny był Czytnik Google w wersji dla telefonów komórkowych i innych urządzeń mobilnych.
1 lipca 2013 serwis został zamknięty.